# Jigra
Pour plus de détails, voir Fiche technique et Distribution.
Jigra est un thriller indien réalisé par Vasan Bala et sorti en 2024,.

## Fiche technique
Sauf indication contraire, les informations mentionnées dans cette section peuvent être confirmées par les bases de données cinématographiques IMDb et Allociné,  présentes dans la section « Liens externes ».
- Titre original : Jigra
- Réalisation : Vasan Bala
- Scénario : Vasan Bala et Devashish Makhija
- Musique : Jigar Sachin et Achint Thakkar
- Décors :
- Costumes : Veera Kapur Ee
- Photographie : Aseem Mishra
- Son : Kunal Sharma
- Montage : Prerna Saigal
- Production : Rajesh Bahl, Ekta Kapoor, Shobha Kapoor, Bhushan Kumar, Krishan Kumar, Vinod Lahoti, Raaj Shaandilyaa, Vipul D. Shah et Ashwin Varde
- Sociétés de production : Dharma Productions, Eternal Sunshine Productions et Viacom 18 Motion Pictures
- Sociétés de distribution : Friday Entertainment
- Pays de production :  Inde
- Langue originale : hindi
- Format : couleur
- Genre : Thriller
- Durée : 153 minutes
- Dates de sortie :
  - France : 9 octobre 2024
  - Inde : 11 octobre 2024

## Distribution
- Alia Bhatt
- Vedang Raina
- Aditya Nanda
- Harssh Singh